# 고법군
고법군(베트남어: Quận Gò Vấp / 郡塸㭑)은 호찌민시의 군 중 하나이다. 2010년을 기준으로 고법군에는 548,145명의 인구가 있고, 전체 면적은 20 km2이다.

## 지리
고법군은 호찌민시의 북쪽과 북서쪽에 위치해 있다. 북쪽과 서쪽으로는 12군과 경계를 접하고, 남쪽으로는 푸누언군에 경계를 접한다. 서쪽으로는 떤빈군과 경계를 접하고, 동쪽으로는 빈타인군이 있다.
1976년 7월, 빈호아와 타인미떠이 2개의 방이 고법군에서 떨어져 나가서 빈타인군이 되었다. 이후, 미빈방이 꾸찌현과 통합되었다. 냐빈(Nha Binh), 타인록(Thành Lộc), 안푸동(An Phú Đông), 떤트이히엡이 혹몬현과 통합되었다.

## 행정 구역
고법군에는 모두 16개의 프엉(phường)이 있다.
- 1프엉
- 3프엉
- 4프엉
- 5프엉
- 6프엉
- 7프엉
- 8프엉
- 9프엉
- 10프엉
- 11프엉
- 12프엉
- 13프엉
- 14프엉
- 15프엉
- 16프엉
- 17프엉

## 편의시설
- 이마트 고법점 - 이마트는 2015년 12월 고법점을 열었다.[2]